# Шейхство Шаиб
Шейхство Шаиб (араб. مشيخة الشعيب‎, Mashyakhat ash-Shuayb) — шейхство в Южной Аравии, существовавшее до середины XX века. В разные годы входило в состав британского Протектората Аден, Федерацию Арабских Эмиратов Юга и Федерацию Южной Аравии. У государства не было столицы.

## История
Племя Шаиб проживало с XVIII века в северной части Йеменских гор, вдоль юго-восточной границы Северного Йемена. В 1839 году Великобритания приобрела город-порт Аден, так как он являлся важным стратегическим пунктом. Стремясь обеспечить его безопасность, британцы заключали договоры о защите с государствами, находившимися вблизи Адена. В 1886 году шейхство стало частью Западного Аденского протектората. В 1960 году шейхство Шаиб вошло в состав Федерации Арабских Эмиратов Юга, а затем и Федерации Южной Аравии. В августе 1967 года последний шейх Яхья ибн Мутаххар аль-Саклади был отстранён от власти, шейхство было ликвидировано, а его территория вошла в состав Народной Республики Южного Йемена. В настоящее время территория бывшего шейхства входит в состав Йеменской Республики.

## Список шейхов Шаиба
- Мани аль-Саклади — ок. 1850 — 1880
- Али ибн аль-Мани аль-Саклади — 1880 — 1915
- Мутаххар ибн Мани аль-Саклади — 1915 — 1935
- Мухаммад ибн аль-Мукбил аль-Саклади — 1935 — 1948
- Кассем ибн Али аль-Саклади — август 1948 — 1954
- Яхья ибн Мухаммад аль-Саклади — 1955 — 30 марта 1963
- Нашир ибн Абдаллах аль-Саклади — 1963 — 7 июля 1965
- Яхья ибн Мутаххар аль-Саклади — 10 июля 1965 — июнь 1967[1]